# Isabelle Berro-Amadeï
Isabelle Berro-Amadeï (Mônaco, 24 de outubro de 1965) é uma jurista monegasca e ex-Ministra de Estado interina (chefe de governo) e Ministra das Relações Exteriores e Cooperação do Mónaco.
Anteriormente, ela atuou como juíza no Tribunal Europeu de Direitos Humanos em relação a Mônaco de 27 de junho de 2006 a 1º de agosto de 2015. Ela foi nomeada embaixadora de Mônaco na Alemanha, Áustria e Polônia em 2016.
Em 10 de janeiro de 2025, ela foi nomeada ministra de Estado interina após Didier Guillaume ser hospitalizado. Ela manteve esta posição após a morte deste uma semana depois até 21 de julho de 2025, dia em que Christophe Mirmand assumiu o cargo.